# Рыбинка (Волгоградская область)
Рыбинка — село в Ольховском районе Волгоградской области, административный центр и единственный населённый пункт Рыбинского сельского поселения. Основано во второй половине XVIII века
Население — 639 чел. (2021)

## История
Согласно Историко-географическому словарю Саратовской губернии, составленному в 1898—1902 годах, Рыбинка, также Рыбинское, Рыбное — село Саламатинской волости Камышинского уезда Саратовской губернии. Жители — государственные крестьяне, малороссы и великороссы, православные и молокане. Земельный надел — 12 228 десятин земли. По преданию впервые было заселено во второй половине XVIII века волжскими казаками. Название присвоено по фамилии одного из первых поселенцев. В конце XVIII века (вероятно, после выселения волжских казаков на Кавказ) было заселено крестьянами из Курской, Тамбовской, Пензенской, Орловской, Рязанской губерний, малороссами из Земли Войска Донского и впоследствии из слободы Ольховки. В 1815 году построена Казанская церковь. В 1886 году открыта сельская школа. В 1898 году построена новая школа.
С 1928 года — административный центр Рыбинского сельсовета Ольховского района Камышинского округа (округ упразднён в 1930 году) Нижневолжского края (с 1934 года — Сталинградского края, с 1936 года — Сталинградской области, с 1961 года — Волгоградской области).

## Общая физико-географическая характеристика
Село находится в степной местности, в пределах Приволжской возвышенности, являющейся частью Восточно-Европейской равнины, на правом берегу реки Иловля, при балке Янкина, на высоте около 90 метров над уровнем моря. В пойме Иловли сохранился пойменный лес. Почвы тёмно-каштановые.
К селу имеется подъезд от региональной автодороги Иловля — Камышин. По автомобильным дорогам расстояние до областного центра города Волгоград — 160 км, до районного центра села Ольховка — 34 км.
Климат
Климат умеренный континентальный (согласно классификации климатов Кёппена — Dfa). Многолетняя норма осадков — 401 мм. Наибольшее количество осадков выпадает в июле — 47 мм, наименьшее в марте — 22 мм. Среднегодовая температура положительная и составляет + 7,1 °С, средняя температура самого холодного месяца января −9,2 °С, самого жаркого месяца июля +22,9 °С.
Часовой пояс
Рыбинка, как и вся Волгоградская область, находится в часовой зоне МСК (московское время). Смещение применяемого времени относительно UTC составляет +3:00.

## Население
Динамика численности населения
| 1860 | 1886 | 1890 | 1894 | 1897 | 1987 | 2002 |
| ---- | ---- | ---- | ---- | ---- | ---- | ---- |
| 1700 | 2808 | 3167 | 2934 | 3103 | ≈670 | 788  |

| 2010 | 2012 | 2013 | 2014 | 2015 | 2016 | 2017 |
| ---- | ---- | ---- | ---- | ---- | ---- | ---- |
| 700  | ↘693 | ↗703 | ↗725 | ↘708 | ↘706 | ↘701 |
| 2018 | 2019 | 2020 | 2021 |      |      |      |
| ↘689 | ↘670 | ↘650 | ↘639 |      |      |      |